# Margaret Avery

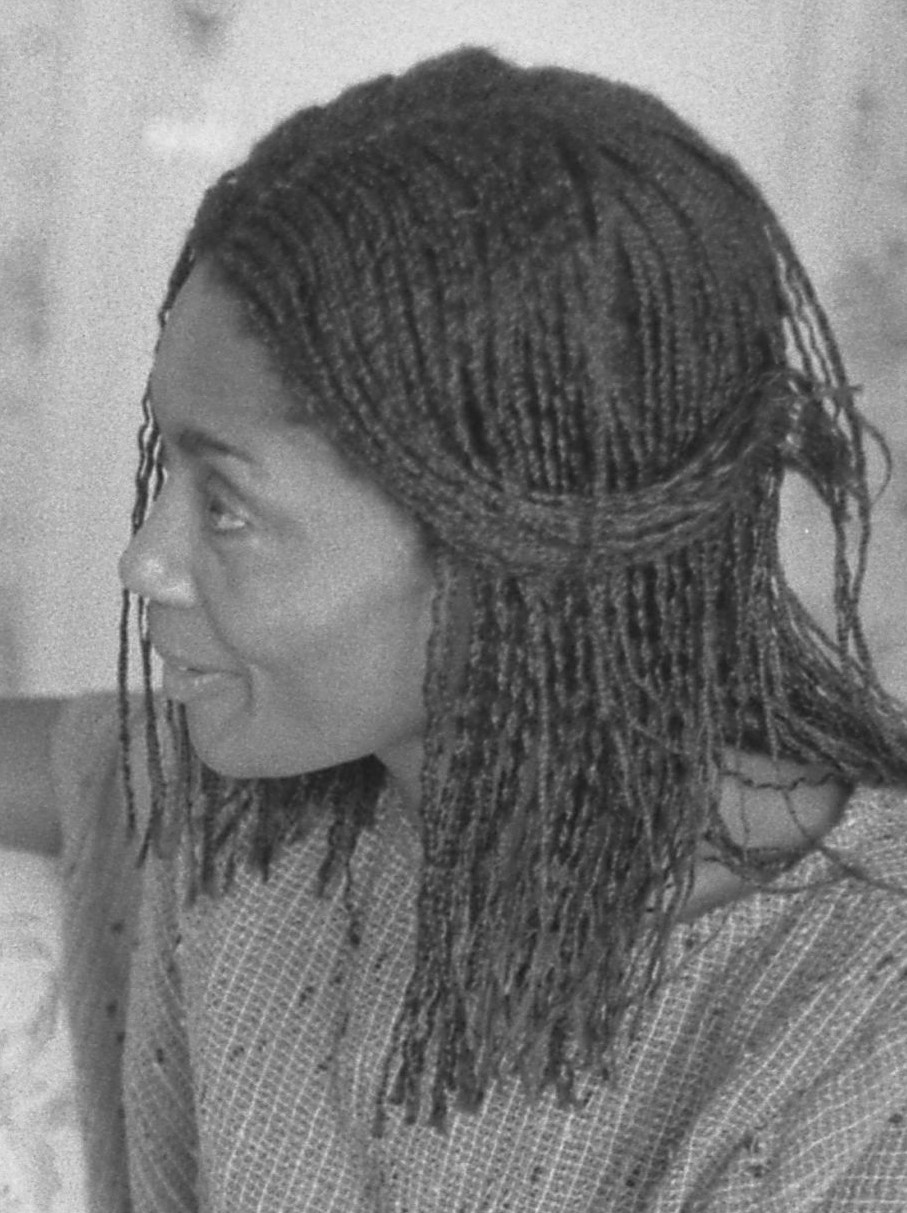
Margaret Avery, 1986

Margaret Avery (* 20. Januar 1944 in Mangum, Greer County, Oklahoma) ist eine US-amerikanische Schauspielerin und Sängerin.

## Leben und Karriere
Ihr Filmdebüt machte Avery im Jahr 1972 in dem Blaxploitation-Film Cool Breeze. In den folgenden Jahren konnte sie sich als gefragte Darstellerin in Fernsehserien, Fernsehfilmen und weiteren Blaxploitation-Filmen etablieren. 1985 wurde sie für ihre wohl bekannteste Rolle als Shug Avery in Die Farbe Lila (The Color Purple) für den Oscar in der Kategorie Beste Nebendarstellerin nominiert. Der Film zum gleichnamigen Roman von Alice Walker wurde von Steven Spielberg mit Whoopi Goldberg verfilmt. Ein dauerhafter Durchbruch zum Filmstar gelang ihr im Gegensatz zu Goldberg danach aber nicht. Von 2013 bis 2019 hatte sie eine feste Rolle als Helen Patterson in der Fernsehserie Being Mary Jane.
Von 1974 bis zur Scheidung 1980 war sie mit Robert Hunt verheiratet, aus dieser Ehe kommt ihre Tochter Aischa.

## Filmographie (Auswahl)
- 1972: Cool Breeze
- 1972: Haus des Bösen (Something Evil, Fernsehfilm)
- 1972: Terror at Red Wolf Inn
- 1972/1975: California Cops – Neu im Einsatz (The Rookies, Fernsehserie, 2 Folgen)
- 1973: Calahan (Magnum Force)
- 1973: Der Chef (Ironside, Fernsehserie, Folge 7x12)
- 1973: Heiße Hölle Harlem (Hell Up in Harlem)
- 1974: Kojak – Einsatz in Manhattan (Kojak, Fernsehserie, Folge 2x08)
- 1974: Dr. med. Marcus Welby (Marcus Welby, M.D., Fernsehserie, Folge 6x13)
- 1974–1976: Harry O (Fernsehserie, 5 Folgen)
- 1975: Sanford and Son (Fernsehserie, Folge 4x17)
- 1976: Louis Armstrong – Chicago Style (Fernsehfilm)
- 1977: Wie geht’s aufwärts? (Which Way Is Up?)
- 1977: Scott Joplin (Fernsehfilm)
- 1979: Das Wunder von Pittsburgh (The Fish That Saved Pittsburgh)
- 1981: Trapper John, M.D. (Fernsehserie, Folge 2x14)
- 1984: T. J. Hooker (Fernsehserie, Folge 4x04)
- 1985: Mord ist ihr Hobby (Murder, She Wrote, Fernsehserie, Folge 2x09)
- 1985: Die Farbe Lila (The Color Purple)
- 1987: Miami Vice (Fernsehserie, Folge 3x17)
- 1987: Spenser (Spenser: For Hire, Fernsehserie, Folge 2x17)
- 1987: Full House (Rags to Riches, Fernsehserie, Folge 2x08)
- 1988: Crime Story (Fernsehserie, 2 Folgen)
- 1988: Blueberry Hill
- 1989: Knightwatch (Fernsehserie, 2 Folgen)
- 1989: Riverbend
- 1990: The Return of Superfly
- 1991: MacGyver (Fernsehserie, Folge 7x11 Der Bandenkrieg)
- 1992: Die Bill Cosby Show (The Cosby Show, Fernsehserie, Folge 8x20)
- 1992: Die Jacksons – Ein amerikanischer Traum (The Jacksons: An American Dream, Miniserie, 2 Folgen)
- 1993: Time Trax – Zurück in die Zukunft (Time Trax, Fernsehserie, Folge 1x10)
- 1993: Night Trap – Auf der Spur des Bösen (Night Trap)
- 1993: Ihr Gewissen (Lightning in a Bottle)
- 1995: The Set Up – Die Falle (The Set-Up)
- 1995: Straße der Rache (White Man’s Burden)
- 1997: Walker, Texas Ranger (Fernsehserie, Folge 5x22)
- 1998: Love Kills
- 1998: Wie stark muß eine Liebe sein (Wie stark muss eine Liebe sein, Fernsehfilm)
- 2002: Second to Die
- 2003: 10-8: Officers on Duty (10-8, Fernsehserie, Folge 1x02)
- 2005: JAG – Im Auftrag der Ehre (JAG, Fernsehserie, Folge 10x20)
- 2005: Bones – Die Knochenjägerin (Bones, Fernsehserie, Folge 1x09)
- 2007: Exodus
- 2008: Willkommen zu Hause, Roscoe Jenkins (Welcome Home Roscoe Jenkins)
- 2008: Meet the Browns
- 2013–2019: Being Mary Jane (Fernsehserie, 34 Folgen)
- 2017: The Quest – Die Serie (The Librarians, Fernsehserie, Folge 4x04)
- 2018: Proud Mary
- 2019: Grand-Daddy Day Care
- 2019: Grey’s Anatomy (Fernsehserie, Folge 15x13)
- 2019: Better Things (Fernsehserie, Folge 3x08)
- 2021: The Neighborhood (Fernsehserie, Folge 4x01)
- 2022: Block Party
- 2024: Undercover im Seniorenheim (A Man on the Inside, Fernsehserie, 4 Folgen)